# Le voleur de bicyclette
Le voleur de bicyclette je francouzský němý film z roku 1905. Režisérem je Charles-Lucien Lépine (1859–1941). Film trvá zhruba 5 minut.

## Děj
Muž nechá kolo před divadlem, kde ho krátce nato ukradne mladý zloděj. Krádeže si všimne lepič plakátů, který na něj přivolá pozornost a začne ho s okolím pronásledovat. Lupič se nakonec zřítí do řeky, odkud od pronásledovatelů odpluje na člunu.